# 寒河江市立寒河江中部小学校
寒河江市立寒河江中部小学校（さがえしりつさがえちゅうぶしょうがっこう）は、山形県寒河江市にある公立小学校。

## 概要
主に寒河江市の中央部（左沢線南側から山形自動車道の間）を学区としている。寒河江市内では最大の児童数である。寒河江市中央部の児童数急増に伴い、新たに小学校を新設し寒河江中部小学校が開校した。

## 校訓
- 素直、根気、忍耐

## 学校教育目標
元気いっぱい夢いっぱい いのち輝く中部っ子
- 元気いっぱい…健康でたくましい子ども（体）
- 夢いっぱい…たくましく学ぶ子ども（知）
- いのち輝く…思いやりのある子ども（徳）
- 中部っ子…ふるさとを愛する子ども（郷土）

## 沿革
- 1978年（昭和53年） - 校舎建築[1]。
- 1979年（昭和54年） - 校舎管理棟建築[1]。
- 1980年（昭和55年）
  - 時期不明 - 屋内運動場建築[1]。
  - 4月 - 寒河江市立寒河江小学校より分離、開校。
- 2003年（平成15年） - 特別教室建築（増築）[1]。

## 所在地
- 山形県寒河江市元町2丁目19番地

## 学区
- 洲崎、六供町、仲田、西寒河江、緑町、舟橋東、舟橋、舟橋西、舟橋中、舟橋南、陵南町（一部を除く）、上町、元町、美原町、栄町、さくら町、若葉町、高田団地、高田新町、本楯、花楯町[2]

## 児童数
| 年度                      | 男子 | 女子 | 計  |
| ------------------------- | ---- | ---- | --- |
| 2002（平成14）年度        | 369  | 328  | 697 |
| 2003（平成15）年度        | 349  | 343  | 692 |
| 2004（平成16）年度        | 331  | 336  | 667 |
| 2005（平成17）年度        | 321  | 319  | 640 |
| 2006（平成18）年度        | 319  | 310  | 629 |
| 2007（平成19）年度        | 300  | 306  | 606 |
| 2008（平成20）年度        | 297  | 299  | 596 |
| 2009（平成21）年度        | 306  | 303  | 609 |
| 2010（平成22）年度        | 332  | 293  | 625 |
| 2011（平成23）年度        | 327  | 306  | 633 |
| 2012（平成24）年度        | 327  | 301  | 628 |
| 2013（平成25）年度        | 330  | 300  | 630 |
| 2014（平成26）年度        | 317  | 298  | 615 |
| 2015（平成27）年度        | 304  | 287  | 591 |
| 2016（平成28）年度        | 274  | 265  | 539 |
| 2017（平成29）年度        | 289  | 259  | 548 |
| 2018（平成30）年度        | 294  | 274  | 568 |
| 2019（平成31/令和元）年度 | 298  | 270  | 568 |
| 2020（令和2）年度         | 309  | 268  | 577 |
| 2021（令和3）年度         | 331  | 277  | 608 |
| 2022（令和4）年度         | 357  | 304  | 661 |
| 2023（令和5）年度         | 356  | 310  | 666 |
| 2024（令和6）年度         | 361  | 320  | 681 |
| 2025（令和7）年度         | 362  | 342  | 704 |

## 卒業後
- 陵南中学校へ進学する[2]。

## 学校周辺
- 八幡原第1号公園
  - 八幡原第1号公園以外の公園も点在。
- 山形県道26号寒河江西川線
- 山形県道24号天童寒河江線
- フードセンターたかき元町店
- ホテルシンフォニー本館
- 山形森林管理署
- 西村山労働福祉会館
- JR東日本左沢線寒河江駅

## アクセス
- JR左沢線寒河江駅（出口2(西口)）から、徒歩約380m・約6分。